# Grêmio Barueri Futebol
Il Grêmio Barueri Futebol, noto anche semplicemente come Grêmio Barueri, è una società calcistica brasiliana con sede nella città di Barueri, nello stato di San Paolo.

## Storia
Il club fu fondato nel 1989, sebbene sia entrato nel calcio professionistico nel 2001, quando disputò e vinse la Copa São Paulo de Futebol Júnior (con il nome di Roma). Nello stesso anno, già con il nome attuale, giocò in Série B-3 (la sesta divisione del Campeonato Paulista), chiudendo al quattordicesimo posto. Nel 2002, sempre in B-3, centrò la promozione in B-2. Nel 2003, in B-2, venne promosso in B-1, e già nel 2004, venne ulteriormente promosso, raggiungendo l'A-3. Nel 2005 vinse il campionato arrivando in seconda divisione. Nel 2006 venne promosso nella prima divisione statale battendo il Sertãozinho per 4 a 1 nel vecchio stadio Municipal Orlando Baptista Novelli.
Nel 2006, il Barueri partecipò al Campeonato Brasileiro Série C e venne promosso in Série B nel 2007.
Nel 2008, il club conquista la promozione nel Campeonato Brasileiro Série A, il 22 novembre 2008, grazie alla vittoria sull'América-RN per 3 a 0, prendendosi 4 punti di vantaggio sul Bragantino e guadagnando la prima divisione con una giornata d'anticipo, venendo poi raggiunto dal Corinthians, campione, dall'Avaí e dal Santo André
Il 26 febbraio 2010 il club si trasferisce nella città di Presidente Prudente e cambia nome in Grêmio Prudente Futebol. Nell'ottobre 2010 dopo una clamorosa rimonta da 2-0 a 2-3 il Grêmio Prudente espugna il campo del Santos. L'11 maggio 2011 la sede del club è ritornata a Barueri, ritornando a chiamarsi Grêmio Barueri Futebol.

## Palmarès

### Competizioni statali
- Campeonato Paulista Série A2: 1

2006
- Campeonato Paulista Série A3: 1

2005

### Competizioni giovanili
- Copa São Paulo de Futebol Júnior: 1

2001